# Ewa Kurek (historyk)
Ewa Janina Kurek (ur. 24 listopada 1951 w Kielcach) – polska historyk, scenarzystka, reżyserka i autorka książek o tematyce historycznej.

## Życiorys
W latach 1971–1977 studiowała historię na Katolickim Uniwersytecie Lubelskim, w 1979 uzyskała tytuł magistra, a dziesięć lat później stopień doktora. Była redaktorem i współwydawcą podziemnego „Biuletynu Informacyjnego NSZZ Solidarność FSC w Lublinie”, współpracowała z redakcją podziemnych „Spotkań” oraz polskimi i amerykańskimi redakcjami naukowymi i prasowymi. Wykładała w Toruńskiej Szkole Wyższej (stosunki międzynarodowe) i Akademii Humanistyczno-Ekonomicznej w Łodzi (politologia), była adiunktem w Wyższej Szkole Umiejętności w Kielcach (dziennikarstwo, socjologia).
Profesor Jan Karski napisał wstęp do wersji amerykańskiej książki Ewy Kurek pt. „Dzieci żydowskie w klasztorach”. W ostatnim czasie autorka współpracowała z TVP oraz wydawnictwami polskimi i zagranicznymi, m.in.: „Hippocrene Books” New York; „News of Polonia” – Kalifornia USA; „Gazeta Warszawska” – Polska; „Nowy Dziennik” – Nowy Jork; „Orzeł Biały” – Boston; „Głos Polski” – Toronto, Kanada.
Przegrała proces, który rodzina Władysława Siły-Nowickiego wytoczyła z powodu przytoczenia przez nią w książce Zaporczycy 1943–1949 oskarżeń o jego rzekomą współpracę z komunistyczną Służbą Bezpieczeństwa.
Jest przez niektóre media określana jako powiązana ze środowiskami prawicowymi i oskarżana o antysemityzm oraz fałszowanie prawdziwego obrazu Zagłady Żydów. Przedmiotem krytyki stała się w szczególności jej książka Poza granicą solidarności. Stosunki polsko-żydowskie 1939–1945, w której postawiła tezę, iż getta stworzone przez Niemców w okupowanej Polsce były „autonomicznymi prowincjami”, których utworzenie zostało przyjęte z zadowoleniem przez polskich Żydów i w których warunki były przez długi czas lepsze niż po „aryjskiej stronie”. Praca ta miała być docelowo jej rozprawą habilitacyjną, jednakże recenzenci z KUL uznali, że nie spełnia stosownych wymogów.
Opowiada się za wznowieniem śledztwa w sprawie pogromu w Jedwabnem, w tym za ponownym przeprowadzeniem ekshumacji w miejscu tej zbrodni.
W marcu 2020 r., Ewa Kurek w wywiadzie dla internetowej telewizji Wrealu24 stwierdziła, że pandemia COVID-19 w Europie została wykorzystana, aby wprowadzić „żydowskie wartości” do „naszej zachodniej kultury chrześcijańskiej”, a Europa Zachodnia jest kontrolowana przez „żydowskie konglomeraty”.

## Twórczość

### Książki
- Ucieczka z zesłania, Wyd. Edition Spotkania, Paryż 1985 oraz w latach 1986–1989 wydawana przez wydawnictwa podziemne pod nazwiskiem Marii Byrskiej; pod nazwiskiem Ewa Kurek wydana: Lublin 1997; Sandomierz 2014
- Gdy klasztor znaczył życie, Wyd. „Znak”, Kraków 1992; kolejne polskie wydania pod tytułem: Dzieci żydowskie w klasztorach, Wyd. I Lublin 2000; Wyd. II Lublin 2004; Wyd. III Poznań 2012; tłumaczenie angielskie pod tytułem: Your Life is Worth Mine, Wyd. Hippocrene Books, New York 1997
- Żydzi, Polacy, czy po prostu ludzie..., Wyd. Takt, Lublin 1992; Żydzi, Polacy, czy po prostu ludzie – 18 lat później, Lublin 2010.
- Zaporczycy 1943-1949, Wyd. Clio, Lublin 1995; wydanie II ocenzurowane Lublin 2005
- Zaporczycy – Relacje Tom I-V, [tomy źródeł do dziejów partyzantki AK-WiN na Lubelszczyźnie w latach 1944–1956], Wyd. Clio, Lublin 1997-2000
- Zaporczycy w fotografii 1943-1963, Wyd. Clio, Lublin 2001; wydanie drugie: Lublin 2009.
- Poza granicą solidarności – Stosunki polsko-żydowskie 1939–1945, Kielce 2006; wydanie II Lublin 2008; wydanie III Warszawa 2014; tłumaczenie angielskie: Polish-Jewish Relations 1939–1945 – Beyond The Limits of Solidarity, Bloomington, USA, 2012.
- Rosji rozumem nie pojmiesz?, Lublin 2015
- Polacy i Żydzi: problemy z historią, Wyd. Clio, Lublin 2015
- Jedwabne – anatomia kłamstwa, Lublin 2018[7]
- Powrót do Jedwabnego, 2019, współautor Wojciech Sumliński i Tomasz Budzyński[8]
- Europa 1939-1945 kto wspierał Hitlera a kto z nim walczył, Wyd. Clio, 2020[9]

Źródło: Wydawnictwo Replika.

### Scenariusze i reżyseria filmów dokumentalnych
- Major Zapora – scenariusz i reżyseria, TV Lublin 1996
- Armia Krajowa – Tryptyk Lubelski – scenariusz i reżyseria, TV Lublin 1997
- Chłopska wojna – Olek 1939-1956 – scenariusz i reżyseria, TV Lublin 1998
- Kto ratuje jedno życie… – scenariusz i reżyseria, TVP2, Warszawa 1998[11]
- Mord w Owczarni – scenariusz i reżyseria, TVP Lublin 1998
- Chłopcy z „Baszty” – scenariusz i reżyseria

Źródło: Wydawnictwo Replika.

## Nagrody i odznaczenia
- Krzyż Wolności i Solidarności (2020)[12]
- Odznaka honorowa „Działacza opozycji antykomunistycznej lub osoby represjonowanej z powodów politycznych” – „Za zasługi dla niepodległości 1956–1989” (2016, nr 1214)
- Nagroda Ministra Kultury i Dziedzictwa Narodowego RP za dorobek naukowy i wkład w kulturę Rzeczypospolitej Polski (2007)
- I Nagroda Międzynarodowego Festiwalu Filmów Katolickich w Niepokalanowie za reżyserię filmu dokumentalnego „Kto ratuje jedno życie…” (1999)
- Nagroda specjalna IX Festiwalu Filmów Dokumentalnych w Łodzi za scenariusz i reżyserię filmu dokumentalnego „Kto ratuje jedno życie…” (1998)
- Nagroda Polcul Foundation Australia za osiągnięcia na rzecz budowania porozumienia pomiędzy narodami polskim i żydowskim (1993)